# Pipizinae
Pipizinae jsou nejmenší podčeledí z čeledi pestřenkovitých (Syrphidae). Tato skupina je sesterská podčeledi Syrphinae, s níž byla dříve slučována. Stejně jako pestřenky podčeledi Syrphinae, i Pipizinae mají dravé larvy živící se nejčastěji mšicemi. Od svých příbuzných se však liší zbarvením: zatímco Syrphinae jsou většinou žluto-černě pruhovaní mimetici žahadlových blanokřídlých, zástupci podčeledi Pipizinae bývají nejčastěji jednolitě černě metalicky zbarvení, nejvýš mají na zadečku žluté skvrny.